# Rafe Spall
Rafe Joseph Spall (sinh ngày 10 tháng 3 năm 1983) là một nam diễn viên người Anh Quốc. Anh được biết đến qua một số phim như The Shadow Line, Pete versus Life và One Day.

## Danh sách phim

### Điện ảnh
| Năm  | Tên                            | Vai              | Ghi chú                                               |
| ---- | ------------------------------ | ---------------- | ----------------------------------------------------- |
| 2006 | A Good Year                    | Kenny            |                                                       |
| 2008 | Close                          | Eric             | [ 1 ]                                                 |
| 2009 | The Scouting Book For Boys     | Steve            |                                                       |
| 2009 | Modern Life Is Rubbish         | Liam             | [ 2 ]                                                 |
| 2013 | The F Word                     | Ben              |                                                       |
| 2014 | X+Y                            | Martin Humphreys | Đề cử — Giải BIFA cho Nam diễn viên phụ xuất sắc nhất |
| 2014 | Get Santa                      | Steve            |                                                       |
| 2015 | The Big Short                  | Danny Moses      |                                                       |
| 2017 | The Ritual                     | Luke             |                                                       |
| 2018 | Jurassic World: Fallen Kingdom | Eli Mills        |                                                       |